# Siaudwergooruil
De siaudwergooruil (Otus siaoensis) is een vogelsoort uit de familie van de strigidae (uilen). De vogel werd in 1873 door Hermann Schlegel, directeur van het Rijksmuseum van Natuurlijke Historie in Leiden, geldig beschreven. Het is een ernstig bedreigde, endemische vogelsoort op het eiland Siau, een eiland voor de kust van de Indonesische provincie Noord-Sulawesi, behorend tot de Sangihe-eilanden.

## Kenmerken
De vogel is 17 cm lang, het is een klein uiltje met een relatief grote kop en poten. Het is de enige soort dwergooruil op het eiland. Kenmerkend is de fijne bandering op de vleugels en de staart.

## Verspreiding en leefgebied
Deze soort is endemisch op het eiland Siau, (Sangihe-eilanden, Noord-Sulawesi). Er is heel weinig over deze uil bekend. Het is (was) een uitgesproken bosvogel en een bewoner van ongerept regenwoud.

## Status
De siaudwergooruil is concreet bekend als museumexemplaar dat in 1866 werd verzameld. Daarna zijn er alleen vage, onbevestigde waarnemingen waar uit zou blijken dat de soort niet is uitgestorven. Gerichte onderzoeken uit 2006 en 2009 leverden echter geen "hard" bewijs dat de uil nog voorkomt. De uil heeft daarom geen of een zeer klein verspreidingsgebied. De grootte van de populatie werd in 2016 door BirdLife International geschat in de laagste categorie (minder dan 50 individuen). Daarnaast is het eiland voor een groot deel ontbost, waardoor het vermoedelijke leefgebied verder is afgenomen. Om deze redenen staat deze soort als ernstig bedreigd (kritiek) op de Rode Lijst van de IUCN.